# Margus Metstak

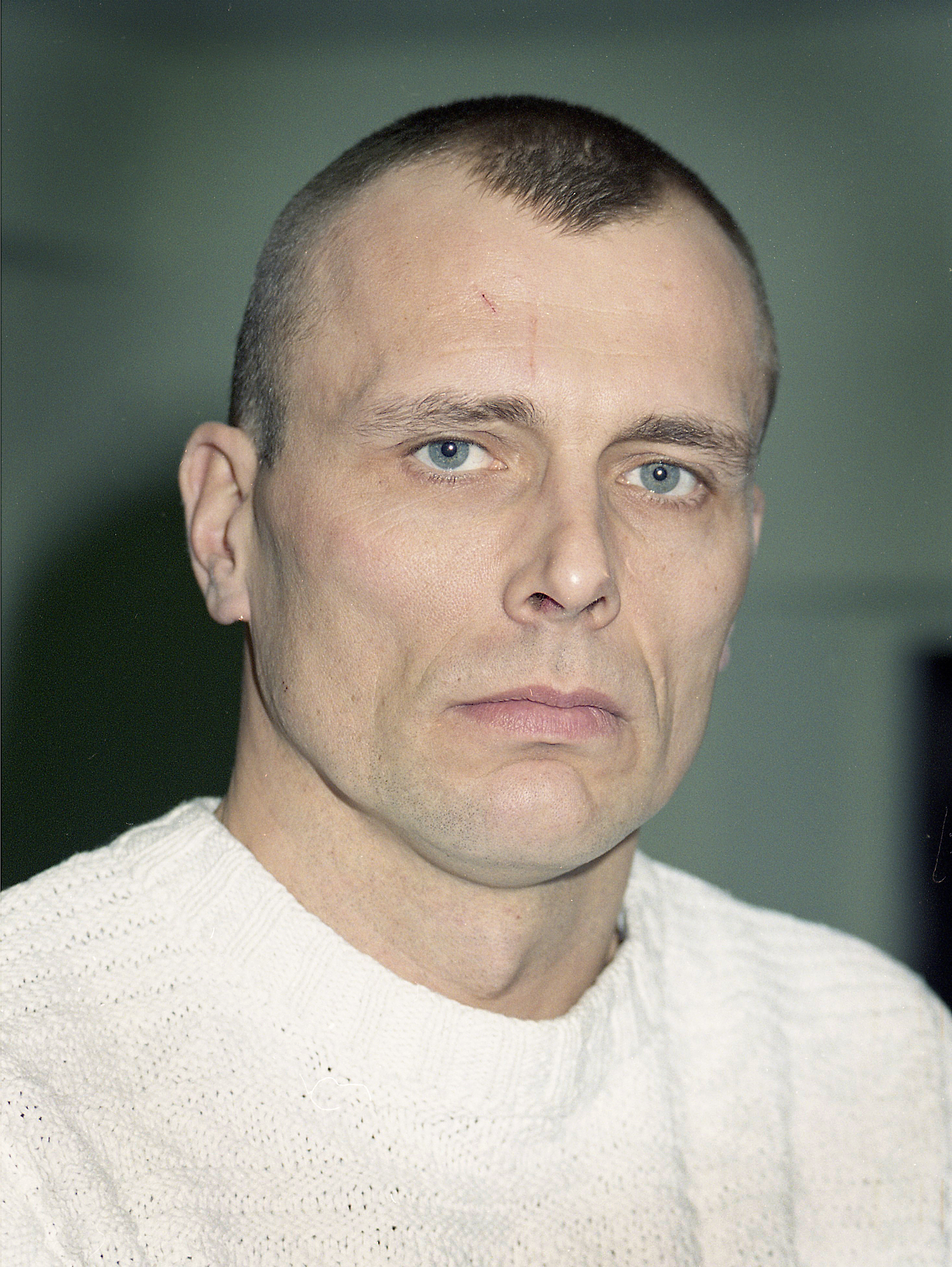
Margus Metstak im Jahr 1999

Margus Metstak (* 16. Juni 1961 in Tallinn) ist ein ehemaliger estnischer Basketballspieler.

## Laufbahn
Von 1979 bis 1981 gehörte der 2,04 Meter große Innenspieler in Tallinn der Hochschulmannschaft TPI an. Von 1981 bis 1990 spielte er bei Kalev Tallinn.
In seinen zwei Jahren beim finnischen Erstligisten Lahden NMKY in der Stadt Lahti war er mit 22,4 Punkten und 11,6 Rebounds pro Spiel (1990/91) sowie 20,0 Punkten und 9,1 Rebounds je Begegnung (1991/92) jeweils in beiden statistischen Wertungen mannschaftsintern führend. Zwischen den beiden Spielzeiten in Finnland spielte er im Frühjahr 1991 wieder für Kalev und gewann mit der Mannschaft den sowjetischen Meistertitel. Metstak setzte seine Laufbahn in Luxemburg fort, stand 1992/93 beim BBC Amicale Steinsel unter Vertrag.
In der Saison 1993/94 spielte Metstak in Deutschland beim Zweitligisten TSV Speyer und nahm in der Sommerpause 1994 ein Angebot des deutschen Bundesliga-Aufsteigers Forbo Paderborn an, stieg mit den Ostwestfalen aber in der Saison 1994/95 aus der Basketball-Bundesliga ab.
1995/96 verstärkte er in seinem Heimatland den BC Kalev, von 1996 bis 1999 stand er beim BC Tallinn sowie von 1999 bis 2001 bei Tallinna Ülikoolid-A.Le Coq unter Vertrag. Metstak nahm 2001 noch einmal ein Auslandsangebot an, spielte 2001/02 bei Slupski Czarni in Polen. Seine beiden letzten Stationen waren estnische Vereine: TTÜ/A.Le Coq (2002/03) und Pirita (2003–2007).
Metstak wurde während seiner Laufbahn fünf Mal estnischer Meister, drei Mal wurde er als Estlands Basketballspieler des Jahres ausgezeichnet.

### Nationalmannschaft
Metstak nahm an den Europameisterschaften 1993 (sechster Platz) und 2001 (14. Platz) teil. Noch mit mehr als 40 Jahren war er A-Nationalspieler und Spielführer der estnischen Auswahl.